# Laczó Zoltán
Laczó Zoltán (Békéscsaba, 1938. január 29. – 2016. december 3.) magyar zenepedagógus, zenepszichológus. A Liszt Ferenc Zeneművészeti Egyetem nyugalmazott docense, aranydiplomás énektanár, a Pécsi Tudományegyetem címzetes egyetemi docense, a Szent-Györgyi Albert-díj kitüntetettje.

## Tanulmányok
Középiskolai tanulmányait a Debreceni Református Kollégium gimnáziumában folytatta 1952 és 1956 között.
Főiskolai előkészítő tanulmányok:
- Miskolc Zenekonzervatórium (1956–1958)

Felsőfokú tanulmányok:
- Liszt Ferenc Zeneművészeti Főiskola – középiskolai énektanár- és karvezető képző szak (1958–1963)
- Eötvös Loránd Tudományegyetem Bölcsészettudományi Kar – pszichológia szak (1961–1968)

## Pályája
- Miskolci Zeneművészeti Szakiskola tanára (1963–1966)
- Liszt Ferenc Zeneművészeti Főiskola Miskolci Zenetanárképző Intézetének igazgatója (1966–1971)
- Liszt Ferenc Zeneművészeti Főiskola docense (1971–1985)
- Liszt Ferenc Zeneművészeti Egyetem docense (1985–2005)
- Liszt Ferenc Zeneművészeti Egyetem óraadó tanára (2005–2011)
- Pécsi Tudományegyetem Művészeti Kar Zeneművészeti Intézet címzetes egyetemi docense (2011–2016)

## Díjak, kitüntetések
Kiss Árpád-díj (2004)
Szent-Györgyi Albert-díj (2008)
Magyar Művészetoktatásért (2010)

## Társadalmi tevékenység
- Parlando (zenepedagógiai folyóirat) – szerkesztő bizottsági tag (1972–)
- Magyar Zeneművészek Szakszervezete Országos Zenepedagógus Szakosztály titkára (1972–1991)
- Magyarország képviselője az Európai Zeneiskolák Szövetségében (EMU) (1984–2002)
- Zenetanárok Társasága titkára (1991–2004)
- Zenetanárok Társasága elnöke (2004–2010)
- Zenetanárok Társasága Választmányának tagja (2010–2014)
- Zenetanárok Társasága tiszteletbeli elnöke (2014–)

## Publikációk
- Laczó Zoltán: Zenehallgatás az általános iskola alsó tagozatában, Tankönyvkiadó, 1984
- Tanári kézikönyv – Általános iskola Ének-zene 7-8. osztály, Tankönyvkiadó, 1987 (társszerző)
- https://web.archive.org/web/20140414202852/http://www.ofi.hu/tudastar/ptk-enek-zene-programok/laczo-zoltan Laczó Zoltán: Zenehallgatás] – tanulmány, Oktatáskutató és Fejlesztő Intézet (OFI), 2009
- Ajánló bibliográfia ének-zene tanárok számára
- Hanganyagok és ajánló bibliográfia a zenehallgatás módszertani ajánlásaihoz